# ヴァラシュコフツェ (軍区)
ヴァラシュコウツェ （Valaškovce）は、東部スロバキア、プレショウ県フメンネー郡の軍区（Vojenský obvod）。

## 概要
国防省カメニツァ・ナド・ツィロホウ軍事演習場（Vojenský výcvikový priestor Kamenica nad Cirochou）を有する軍区で、フメンネー市東方20kmのヴィホルラトスケー山中に位置する。
旧ヴァラシュコウツェ村は17世紀に開拓された村で、1635年にウラスコフ（Vlaskov）として文献に初めて登場する。長らく林業や麦の栽培が行われ、ハンガリー王国時代末期の1910年現在人口は249人。そのほとんどはスロバキア人だった。チェコスロバキア共和国成立後はゼムプリーン県に属した。
チェコスロバキア第一共和国政府によって1933年に軍事演習場が設けられたのち、1937年に村域全体が政府に接収されて軍区化され、村民49世帯が集団離村。一部は麓のフメンネー市内（現フメンネー市ヴァラシュコウツェ地区）に移住した。
村時代の建物は、軍区化後にすべて解体撤去されたが、1837年建築の聖ピエトロ・パウロ教会は旧村民の子孫の手で1997年末に再建された。